# Гей (термін)
Гей (термін) (англ. gay) — це термін, який в першу чергу відноситься до гомосексуальної людини або властивості гомосексуальності. Термін спочатку означав «безтурботний», «веселий» або «яскравий і показний».
У той час як до кінця XIX століття це значення стає все більш поширеним до середини XX століття. У сучасній англійській мові гей став використовуватися як іменник або прикметник, а як існуюче — як спільнота, практики і культури, пов'язані з гомосексуальністю. 
У 1960-х роках гей став словом, відданим гомосексуальним чоловікам для опису їхньої сексуальної орієнтації. До кінця XX століття слово гей було рекомендовано основними ЛГБТ-групами і гідами за стилем для опису людей, залучених до членів однієї статі, хоча воно частіше використовується для позначення конкретно чоловіків.  
Приблизно в той же час в деяких частинах світу стало широко поширене нове, зневажливе застосування. Серед молодих говорящих слово має значення, що варіюється від висміювання (наприклад, еквівалентного сміття або дурості) до легковагового знущання або насмішок (наприклад, еквівалентного слабкому, невмілому або кульгавому).
Питання про те, якою мірою ці звичаї все ще зберігають коннотацію гомосексуальності, обговорювалося і піддавалося жорсткій критиці.